# باد نوین‌آر-آروایلار
شهر باد نوین‌آر-آروایلار در ایالت راینلند-فالتز در کشور آلمان واقع شده است.